# 戴克里先
戴克里先努斯（/ˌdaɪ.əˈkliːʃən/ DY-ə-KLEE-shən，羅馬化：Diokletianós; 242/245年－311/312年），本名戴克里先，暱稱喬維斯，全名蓋烏斯·奧列里烏斯·瓦列里烏斯·戴克里先努斯（拉丁語：Gaius Aurelius Valerius Diocletianus），是一位羅馬帝國皇帝，於284年至305年在位。戴克里先在284年至286年独自執政，後於286年創立四帝共治制任命自己為帝國東部奧古斯都（主皇帝），直到他在305年和西部奧古斯都馬克西米安一同退位，由他們的凱撒（副皇帝）伽列里烏斯和君士坦提烏斯一世繼位。
戴克里先出生於帝國達爾馬提亞行省一個地位低微的家庭。戴克里先與當時其他伊利裡亞士兵一樣，戴克里先早年軍旅生涯便一路晉升，先後在皇帝奧勒良和普羅布斯麾下服役，最終成為皇帝卡魯斯軍隊的騎兵指揮官。卡魯斯及其子努梅里安在薩珊波斯帝國的戰役中陣亡後，戴克里先被軍隊擁立為皇帝，並改名為「戴克里先努斯」。卡魯斯倖存的兒子卡里努斯也曾稱帝，但他在瑪古斯戰役中被戴克里先擊敗。
他的統治穩定了帝國，結束了三世紀危機。他開啟了羅馬帝國的東西分治進程，並於286年任命同僚馬克西米安為奧古斯都，即共治皇帝。戴克里先統治帝國東部，馬克西米安統治西羅馬帝國西部。293年3月1日，戴克里先進一步授權，任命伽列裡烏斯和君士坦提烏斯一世為凱撒（副皇帝），分別隸屬於他和馬克西米安。在四帝共治制下，每位四帝共治的皇帝將統治帝國四分之一的土地。戴克里先鞏固了帝國的邊界，並清除了所有威脅其權力的勢力。他在285年至299年間的幾次戰役中擊敗了薩爾馬提亞人和卡爾皮人，288年擊敗了阿勒曼尼人，297年至298年又擊敗了埃及行省的篡位者。在戴克里先的協助下，伽列裡烏斯成功地擊敗了帝國的傳統宿敵波斯帝國，並於299年攻陷了波斯首都泰西封。戴克里先領導了隨後的談判，並最終達成了持久且有利的和平。
戴克里先拆分並擴充了帝國的民事和軍事部門，並重組了帝國的行省劃分，建立了帝國歷史上規模最大、官僚主義最嚴重的政府。他在尼科米底亞、梅蒂奧拉努、錫爾米烏姆和特雷沃倫建立了新的行政中心，這些地方比傳統的首都羅馬更靠近帝國邊界。他以公元三世紀專制主義的趨勢為基礎，自詡為獨裁者，以氣勢恢宏的宮廷儀式和建築形式凌駕於帝國民眾之上。官僚和軍事的成長、持續不斷的競選活動以及建設項目增加了國家的支出，並促使全面的稅收改革成為必要。至少從西元297年起，帝國的稅收制度更加標準化，更加公平，稅率也普遍更高。
戴克里先的計畫並非全部成功：他試圖透過價格控制抑制通貨膨脹的《限制最高價格法》（301年）適得其反，很快被忽視。戴克里先的四帝共治制雖然在他統治期間有效，但在戴克里先退位、馬克西米安和君士坦提烏斯一世的兒子馬克森提烏斯和君士坦丁内戰後，便崩潰了。戴克里先迫害（303-312年）是羅馬帝國最後一次、規模最大、最血腥的基督教迫害，但未能將基督教從帝國中根除。儘管有這些失敗和挑戰，戴克里先的改革從根本上改變了羅馬帝國政府結構，並幫助穩定了帝國的經濟和軍事，使帝國在戴克里先年輕時瀕臨崩潰的情況下，在接下來的150年里基本保持完整。戴克里先因病體衰，於305年5月1日辭去皇帝職務，成為第一位主動退位的羅馬皇帝。他在達爾馬提亞海岸的宮殿裡度過了退休生活，悉心照料著自己的菜園。他的宮殿最終成為了如今克羅埃西亞斯普利特市的核心。

## 早年生活

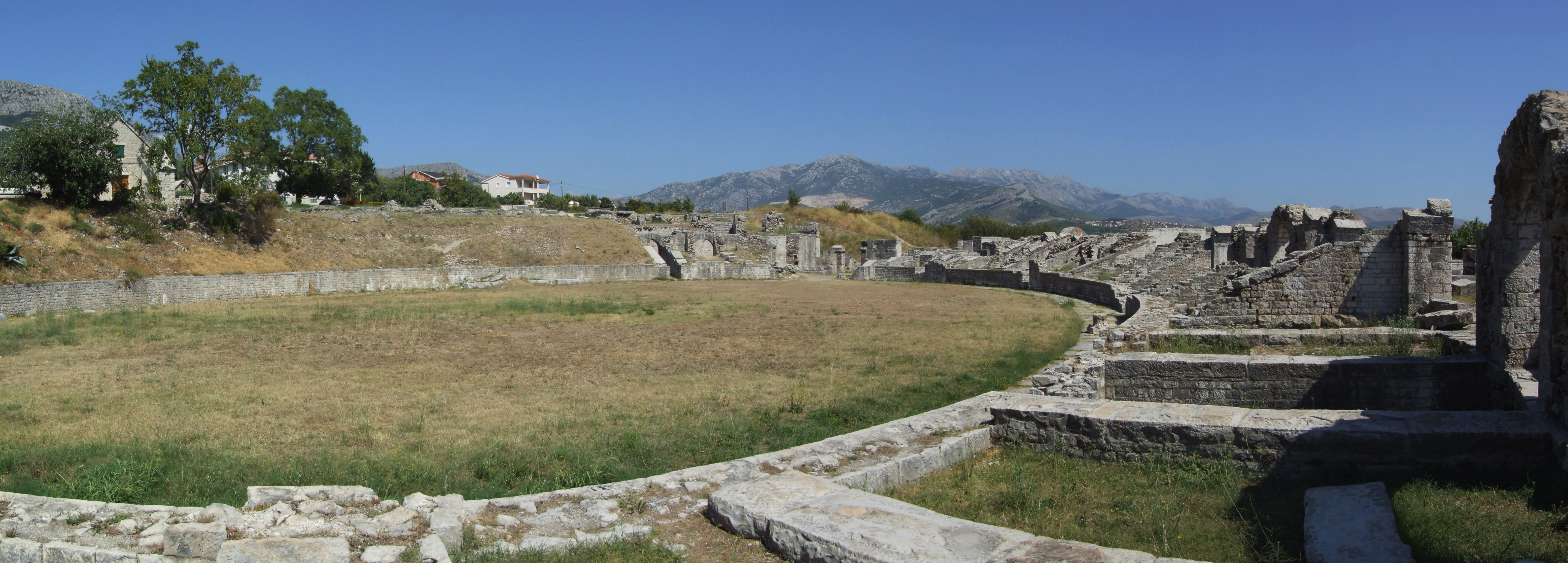
薩羅納的圓形劇場全景

戴克里先出生於達爾馬提亞行省，可能位於薩羅納鎮（今克羅埃西亞索林）或其附近，晚年退居此地。他原名戴克里先（Diocles），全名蓋烏斯·瓦萊裡烏斯·狄奧克勒斯（Gaius Valerius Diocles），可能源自他母親的名字“Dioclea”，也是她假定的出生地。戴克里先的官方生日是12月22日，根據他去世時68歲的說法（具體年份也不確定），他的出生年份估計在242年至245年之間。 他的父母地位低下；歷史學家欧特罗皮乌斯記載：「大多數作家認為他是一位抄寫員的兒子，但也有人認為他是一位名叫阿努利努斯（Anulinus）的元老院議員的自由民。」他人生的前四十年大多不為人知。戴克里先是一位伊利里西亞人，曾在皇帝奧勒良和普羅布斯麾下任職。一些學者認為，戴克里先是由奧勒良和普羅布斯培養和提拔的。另一些學者則認為，沒有關於戴克里先早期職業生涯的可靠證據。12世紀的拜占庭帝國歷史學家編年史家约翰·佐纳拉斯稱他為默西亞都督，是多瑙河下游部隊的指揮官。通常不可靠的《罗马帝王纪》稱他曾在高盧行省服役，但這並未得到其他資料的證實，也被現代歷史學家忽略。戴克里先的行蹤第一次被準確確定是在282年，當時皇帝卡鲁斯任命他為護國騎兵的指揮官，這是一支直屬於皇帝的精銳騎兵部隊。這一職位使他在283年獲得了執政官的榮譽。

### 崛起
卡魯斯在與波斯的戰爭中勝利，卻在神秘的情況下去世——人們認為他被閃電擊中或被波斯士兵殺害——他的兒子努米里安和卡里努斯成為了新的奧古斯都。卡里努斯迅速地從高盧的崗位前往羅馬，並於284年1月抵達，成為帝國西方的合法皇帝。努米里安則在東方徘徊。羅馬軍隊有序地從波斯撤退，沒有遇到任何抵抗。 薩珊王朝國王巴赫拉姆二世無法派遣軍隊對抗他們，因為他仍在努力確立自己的權威。到了284年3月，努米里安只到達敘利亞的埃梅薩（霍姆斯）；到11月，只到達了小亞細亞。在埃梅薩，他似乎仍然健在，而且身體健康：他在那裡頒布了唯一一份以他的名義頒布的詔書。但在他離開這座城市後，他的幕僚，包括長官阿佩爾（努梅里安的岳父，也是他隨行人員中最具影響力的人物）報告說，他患有眼部發炎。從那時起，他就一直乘坐封閉的馬車出行。當軍隊到比提尼亞，有些士兵聞到馬車散發出的氣味。他們拉開馬車的窗簾，發現努梅里安已經死了。欧特罗皮乌斯和维克多都將努梅里安的死描述為暗殺。
阿佩爾於11月在尼科米底亞正式公佈了這一消息。努米里安的將軍和保民官們召開了繼承會議，儘管阿佩爾試圖爭取支持，但還是推選狄戴克里先為皇帝。284年11月20日，帝國東軍在尼科米底亞城外5公里（3.1英哩）的一座小山上集結。軍隊一致向戴克里先致敬，並接受了紫色的帝皇禮服。他舉起寶劍，對著陽光宣誓，否認對努米里安的死負有責任。他聲稱是阿佩爾殺死了努米里安並將其藏匿起來。在眾目睽睽之下，戴克里先拔劍殺死了阿佩爾。阿佩爾死後不久，戴克里先將自己的名字改為更拉丁化的「戴克里先努斯」——全名為蓋烏斯·瓦列里烏斯·戴克里先努斯。

### 皇袍加身

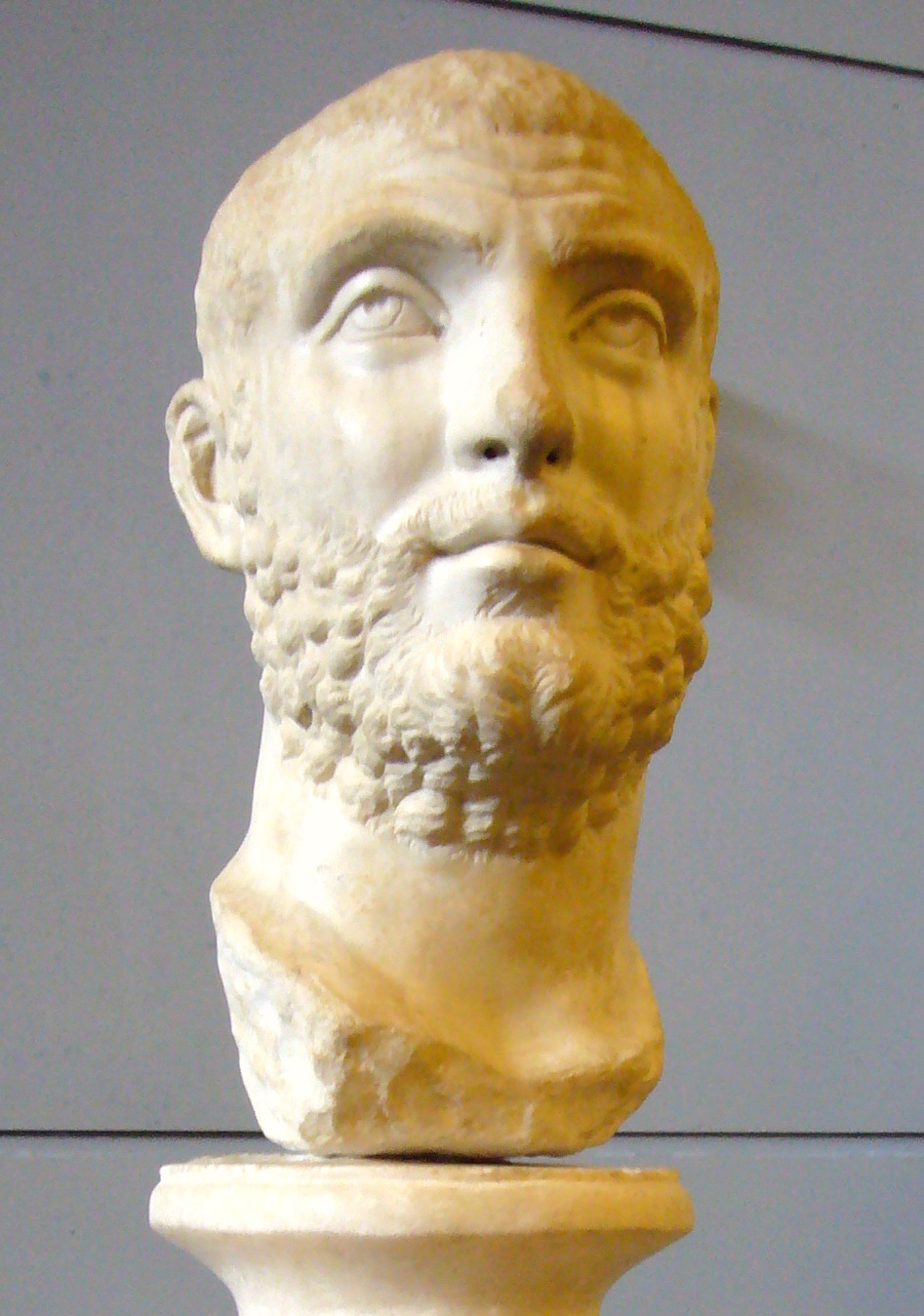
卡里努斯

戴克里先即位後，他和盧修斯·卡索尼烏斯·巴蘇斯被任命為執政官，並接替卡里努斯和努梅里安擔任法西斯。巴蘇斯出身於坎帕尼亞的一個元老院家族，曾擔任阿非利加行省的執政官和總督，因其傑出成就被普羅布斯皇帝選中。他在戴克里先可能沒有經驗的政府領域經驗豐富。戴克里先提拔巴蘇斯象徵他拒絕卡里努斯在羅馬的統治，拒絕接受屈居於任何其他皇帝之下的地位，以及他願意繼續帝國元老院和軍事貴族之間的長期合作。這也使他的成功與元老院的幫助緊密相連，因他進軍羅馬需要元老院的支持。
戴克里先並非唯一挑戰卡里努斯統治的人；篡位者尤利安努斯，卡里努斯的糾察官維內提亞，在戴克里先即位後控制了意大利北部和潘諾尼亞。尤利安努斯在西西亞（克羅埃西亞錫薩克）鑄造硬幣，自稱皇帝並承諾給予自由。這有助於戴克里先將卡里努斯描繪成一個殘酷壓迫的暴君。尤利安努斯的軍隊勢單力薄，當卡里努斯的軍隊從不列顛行省移至義大利北部時，他們很容易就被擊敗了。作為帝國東部的領導人，戴克里先顯然是更大的威脅。在284年至285年的冬天，戴克里先向西穿越巴爾幹半島。大約在五月底之前，他的軍隊在默西亞的馬爾古斯河（大摩拉瓦河）對岸與卡里努斯的軍隊相遇。根據現代記載，該遺址位於蒙斯·奧雷烏斯（斯梅代雷沃以西）和维米纳基乌姆之間，靠近今塞爾維亞首都貝爾格萊德。
儘管卡里努斯擁有更強大、更強大的軍隊，但他的地位卻較弱。他的統治不得人心，後來有人指控他虐待元老院，並勾引其軍官的妻子。達爾馬提亞總督、戴克里先在禁衛軍中的同僚君士坦提烏斯一世很可能在初春就叛逃到戴克里先麾下。瑪古斯戰役爆發時，卡里努斯的長官阿里斯托布魯斯也叛逃了。在戰鬥中，卡里努斯被自己的士兵殺死。戴克里先勝利後，東西兩軍都擁立他為皇帝。戴克里先要求戰敗的軍隊宣誓效忠，然後啟程前往義大利。

## 兩帝共治

### 獨自執政
戴克里先可能在打败卡里努斯後立即捲入了與夸迪人和馬科曼尼人的戰爭。他最終抵達義大利北部並建立了帝國政府，但尚不清楚他此時是否曾訪問過羅馬。當時發行的硬幣暗示了帝國對羅馬的「adventus」（抵達），但一些現代歷史學家認為戴克里先避開了這座城市，以表明這座城市及其元老院在政治上與帝國事務不再相關。戴克里先將其統治日期定為軍隊擢升，而非元老院批准，遵循了卡魯斯確立的慣例，他曾宣稱參議院的批准統治只是一種毫無意義的形式。戴克里先保留阿里斯托布魯斯為執政官兼同僚，任期直到285年（這是帝國晚期皇帝承認私官為其同僚的少數案例之一），以此證明他對元老院的尊重。他還任命資深元老維提烏斯·阿奎利努斯和尤尼烏斯·馬克西姆斯為執政官，任期至次年——對馬克西姆斯來說，這是他的第二次執政。
如果戴克里先在即位後不久就進入了羅馬，那麼他並沒有待太久；有證據表明，他於285年11月2日返回巴爾幹半島，參加了對薩爾馬提亞人的戰爭。
戴克里先用他的執政官同僚巴蘇斯取代了羅馬城市行政官。大多數曾在卡里努斯手下任職的官員在戴克里先時期都保留了他們的職位。维克多的歷史學家代表人物認為，戴克里先的「仁慈」行為不同尋常 ，他沒有殺死或廢黜卡里努斯的叛徒禁衛軍長官兼執政官阿里斯托布魯斯，而是確認了他兩個職位。後來，他任命阿里斯托布魯斯為阿非利加行省總督，並在295年任命他為城市行政官。其他保住職位的人物也可能背叛了卡里努斯。

#### 馬克西米安被封為副皇帝

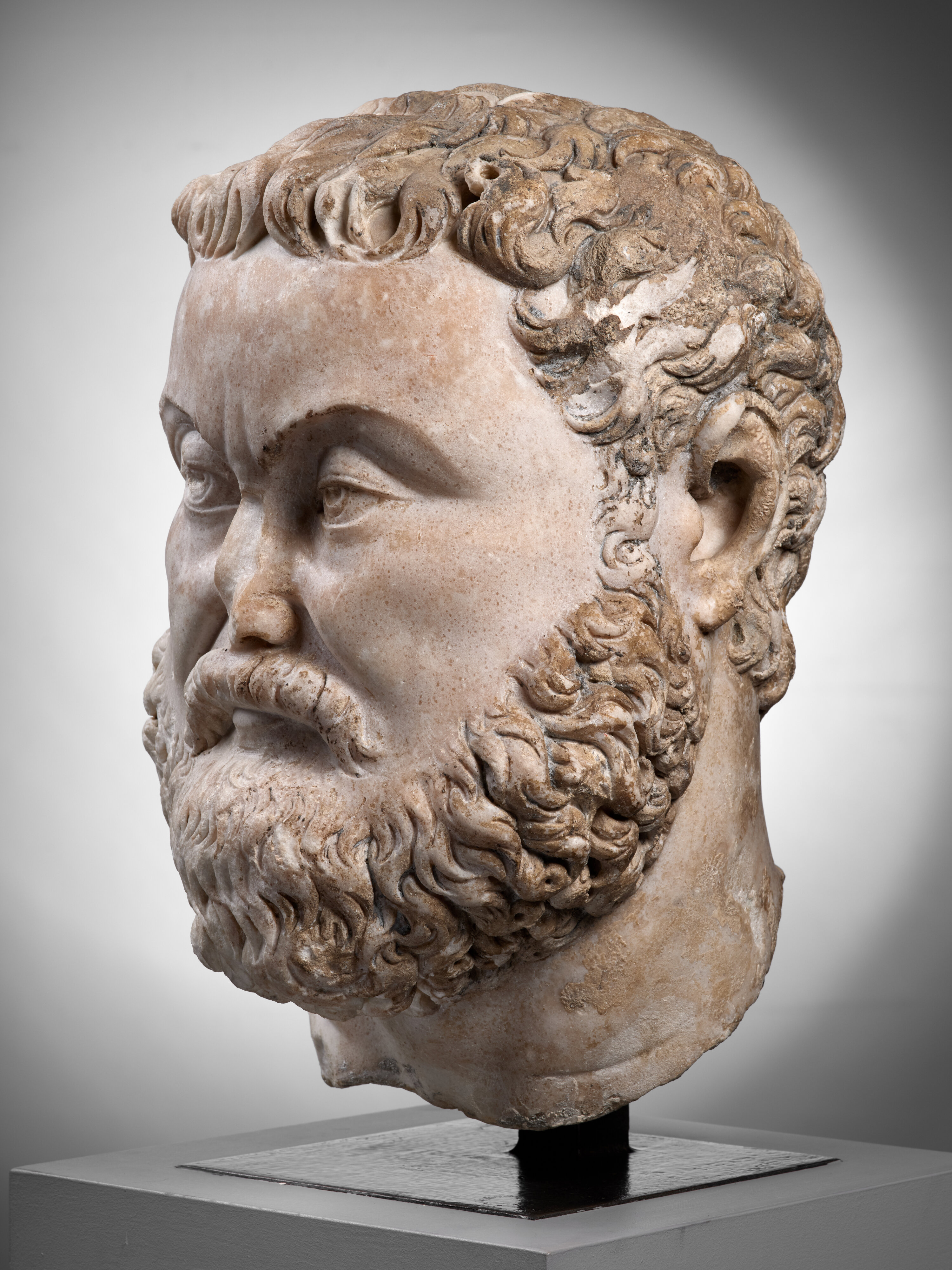
馬克西米安頭像

奧勒良和普羅布斯遇刺事件表明，獨裁統治對帝國的穩定構成威脅。從高盧到敘利亞，從埃及到多瑙河下游，每個省都爆發了衝突。一人難以掌控，因此戴克里先需要一位副手。據欧特罗皮乌斯記載，戴克里先將他的同僚馬克西米安擢升為凱撒，使他成為自己的繼承人和實際的共同統治者。
雙重統治的概念在羅馬帝國並不新鮮。第一位皇帝奧古斯都（屋大維）名義上與他的同僚分享權力，而從馬爾庫斯·奧列里烏斯開始，正式的共治皇帝（共治奧古斯都）制度就一直存在。時間再拉近一些，卡魯斯和他的兒子們共同統治帝，儘管沒有成功。將帝國一分為二也並非新鮮事。奧列里烏斯和他的兄弟盧基烏斯·維魯斯首先嘗試了一種非正式的分治，後者在位期間大部分時間都在波斯征戰，儘管他在去世前不久返回了西方。瓦勒良/加里恩努斯和卡魯斯/卡里努斯的聯合統治則帶來了更正式的分治。戴克里先繼續在東西兩邊建立新的帝國首都；在接下來的幾十年裡，兩邊逐漸獨立，只有短暫的統一時期。最後一位統治過環地中海全境的皇帝狄奧多西一世在395年去世，他在帝國永久分裂之前，只獨自統治了幾個月。
戴克里先的處境比他的大多數前任都要艱難，因為他有一個女兒瓦萊裡婭（Valeria），但沒有兒子。他的共同統治者必須來自他的家族之外，這引發了信任問題。一些歷史學家認為，戴克里先繼位後，便沿襲了前幾任皇帝的先例，將馬克西米安尊為他的「奧古斯都之子」（filius Augusti）。但此說法並未被普遍接受。戴克里先和馬克西米安將姓氏（分別為“瓦列里烏斯”（Valerius）和“奧列里烏斯”（Aurelius））添加到自己的姓氏中，從而建立了一種人為的家族聯繫，並成為“奧列里烏斯·瓦列里烏斯”（Aurelius Valeriuser）家族的成員。
戴克里先和馬克西米安之間的關係很快就以宗教術語表達出來。大約在287年，戴克里先獲得了「喬維斯」的稱號，而馬克西米安獲得了「赫丘利」的稱號。這些頭銜可能是為了反映他們各自領導人的某些特質。戴克里先將以喬維斯的風格，承擔起策劃和指揮的主導角色；馬克西米安以赫丘利的模式，將充當古羅馬神話中的眾神之王朱庇特的英雄下屬。儘管皇帝們具有宗教意義，但他們並非帝國崇拜傳統中的「神」——儘管在帝國的頌詞中，他們可能被尊崇為神（帝皇崇拜）。相反，他們被視為羅馬諸神的代表，在人間執行神的旨意。君權神授的轉變，意在將任命皇帝的權力從軍隊手中奪走。君權神授使戴克里先和馬克西米安超越了潛在的競爭對手，而軍事力量和王朝主張則無法做到這一點。

#### 與薩爾馬提亞人和波斯帝國的戰爭

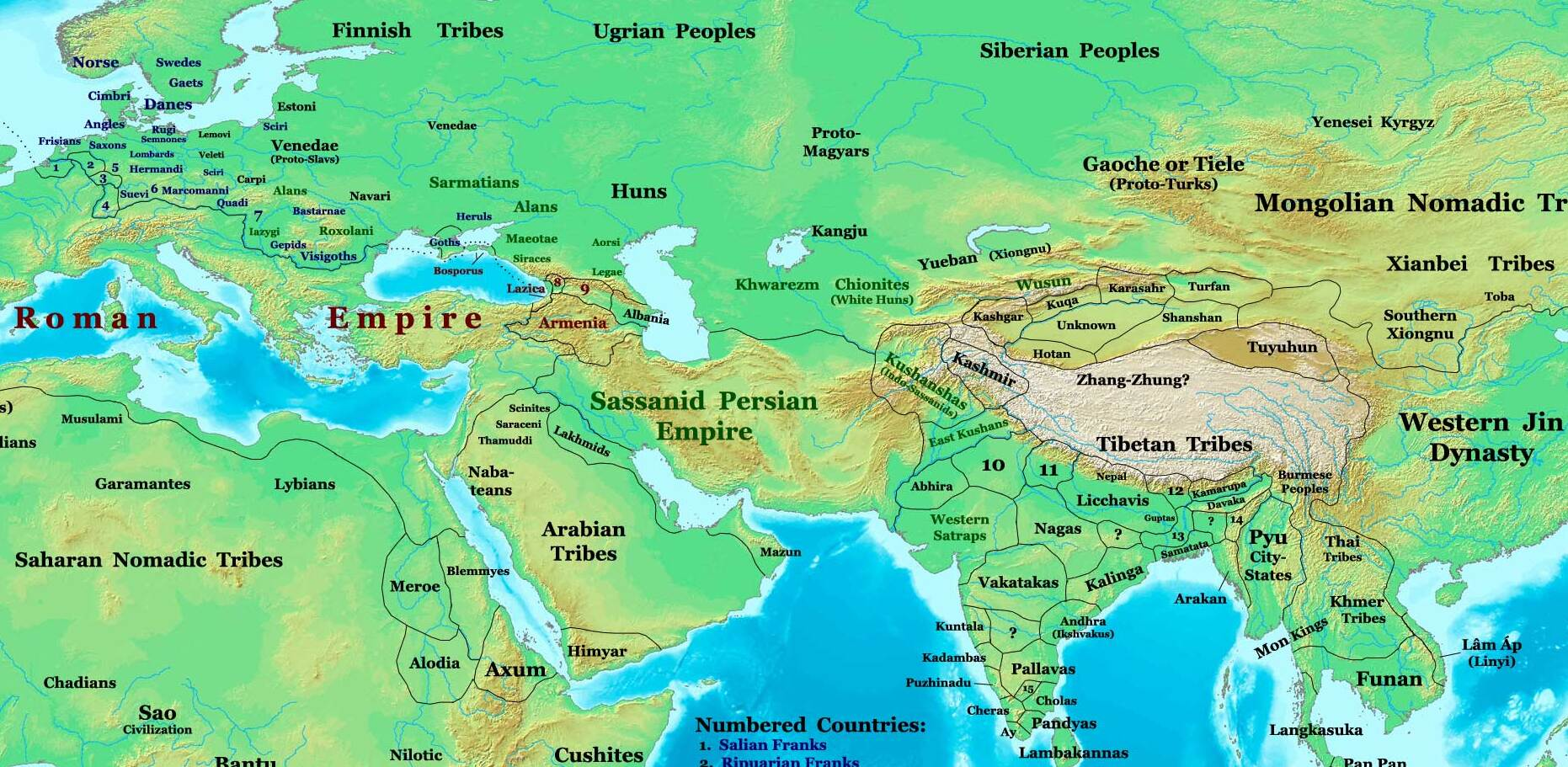
300年的羅馬帝國和薩珊波斯帝國（和同時代的西晉）在歐亞大陸上。其中薩爾馬提亞人（Sarmatians）在今烏克蘭位置

馬克西米安就任後，奉命討伐高盧起義的農民。戴克里先返回東方，進展緩慢。到11月2日，他才到達奇維塔斯伊奧維亞（斯洛維尼亞普图伊附近）。285年秋，在巴爾幹半島他遇到了一個請求援助的薩爾馬提亞部落。薩爾馬提亞人請求戴克里先幫助他們收復失去的土地，或授予他們在帝國境內的放牧權。戴克里先拒絕了，並與他們進行了一場戰爭，但未能取得完全勝利。歐洲平原的遊牧民族壓力依然存在，無法透過一場戰爭來解決；很快，他們又要與薩爾馬提亞人開戰了。
戴克里先在尼可米底亞過冬。當時，東部各省可能爆發了叛亂，因為他從亞洲引進定居者，定居於色雷斯荒蕪的農田。隔年春天，他訪問了叙利亚巴勒斯坦行省。 他在東方的停留見證了與薩珊波斯帝國的外交衝突：公元287年，波斯君主巴赫拉姆二世贈予他珍貴的禮物，宣布與帝國建立公開的友誼，並邀請戴克里先來訪。羅馬文獻堅持認為，這一舉動完全是自願的。
大約在同一時間，或許是在287年，波斯放棄了對亞美尼亞的主權，承認羅馬對底格里斯河西岸和南岸領土的統治。亞美尼亞西部被併入帝國，成為一個省。梯里达底三世是阿尔萨息王朝亞美尼亞王國王位的覬覦者，也是羅馬的附庸，在252-253年波斯征服後被剝奪繼承權並被迫在羅馬帝國避難。287年，他返回故土，宣稱對其祖傳領地東半部的所有權，並未遭遇任何抵抗。戴克里先被譽為「永久和平的締造者」。這些事件可能標誌著卡魯斯東征的正式結束，這場戰役很可能以未達成公認的和平而告終。在與波斯人談判結束後，戴克里先重組了美索不達米亞邊境，並在幼發拉底河畔的城市基凱西昂（現敘利亞布塞雷）加固了防禦工事。

### 馬克西米安被封為共治皇帝

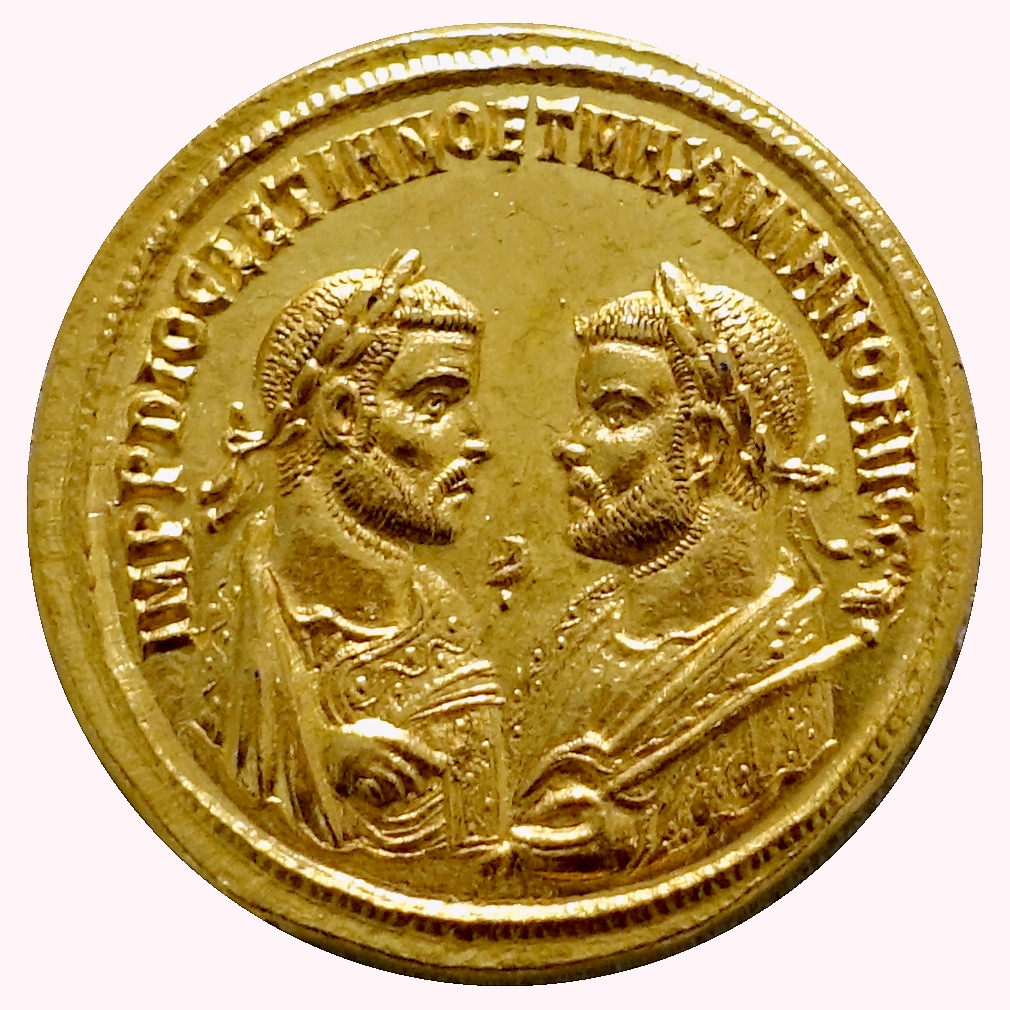
刻有戴克里先和馬克西米安肖像的硬幣（287年）

馬克西米安的戰役進展並不順利。高盧起義輕易被鎮壓，但據文獻記載，馬克西米安任命負責在撒克遜海岸打擊撒克遜人和法蘭克人海盜的卡劳修斯卻開始將從海盜手中繳獲的貨物據為己有。馬克西米安對他這個盜竊成性的下屬下達了死刑。卡劳修斯逃離歐洲大陸，自立為皇帝，並煽動不列顛行省和西北高盧行省公開反抗馬克西米安和戴克里先。

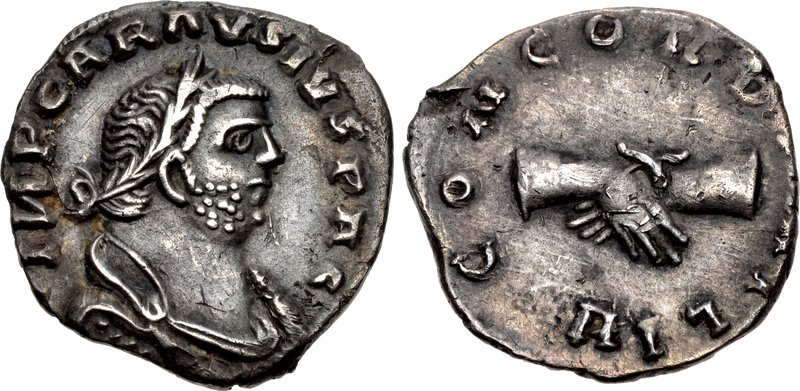
不列顛叛亂皇帝卡勞修斯。他統治時期的證據大多來自他鑄造的錢幣，而這些錢幣整體品質優良。

根據考古證據，更有可能的是，卡劳修斯曾在不列顛擔任過一些重要的軍事職務，並且已經在不列顛和北高盧擁有穩固的權力基礎，並從中央政府缺乏合法性中獲益。卡劳修斯試圖讓戴克里先承認他作為次等皇帝的合法性：他在其鑄幣中頌揚自己與中央政權之間的「和睦」。一枚290年的銅幣正面寫著“PAX AVGGG”，意為“三位奧古斯都的和平”；背面則刻有卡劳修斯、戴克里先和馬克西米安的肖像，並配以“CARAVSIVS ET FRATRES SVI”的標題。戴克里先絕不能允許一個追隨波斯圖穆斯腳步的地區篡位者擅自進入帝國。
受危機的刺激，馬克西米安於286年4月1日加冕為奧古斯都。不尋常的是，戴克里先不可能親臨現場見證這一切。甚至有人認為馬克西米安篡奪了頭銜，後來才得到戴克里先的承認，希望避免內戰。這種說法並不受歡迎，因為戴克里先顯然希望馬克西米安擁有一定程度的獨立性。或許有人認為，戴克里先覺得有必要讓馬克西米安成為自己的授權助手，從而將他與自己更緊密地聯繫在一起，以避免他與卡劳修斯達成某種交易。
馬克西米安意識到他無法立即鎮壓這位叛變的指揮官，因此在287年轉而進攻萊茵河以外的部落。由於卡劳修斯與法蘭克人結盟，馬克西米安的戰役可以被視為是為了剝奪他在大陸上的支持基礎。隔年春天，馬克西米安準備艦隊遠征卡勞西烏斯時，戴克里先從東方返回與馬克西米安會面。兩位皇帝同意聯合攻擊阿勒曼尼人。戴克里先經由雷蒂亞入侵日耳曼尼亞，而馬克西米安則從美因茨推進。兩人一路焚燒農作物和糧食，摧毀了日耳曼人的生存補給。兩人為帝國擴張了領土，也使得馬克西米安能夠繼續準備對抗卡劳修斯，而不會受到進一步的干擾。戴克里先返回東方後，又對捲土重來的薩爾馬提亞人發動了一場快速的戰役。細節不存，但現存的銘文表明，戴克里先在公元289年後獲得了“薩爾馬提亞征服者”的稱號。 
戴克里先於290年12月下旬或291年1月在梅蒂奧拉努（米蘭）會見了馬克西米安。這次會晤在莊嚴的儀式中進行。兩位皇帝大部分時間都出席公開活動。據推測，這些儀式是為了表明戴克里先對他這位搖搖欲墜的同僚的持續支持。羅馬元老院的代表團與皇帝會面，重新開啟了與帝國辦公室的罕見接觸。選擇梅蒂奧拉努而非羅馬，進一步挫傷了首都的自尊心。但當時，羅馬本身只是禮儀性的首都，這早已是慣例，而帝國行政機構的實際所在地取決於國防需求。早在戴克里先之前，加里恩努斯（253年-268年在位）就已選擇梅蒂奧拉努作為他的總部。如果詳細描述儀式的頌詞暗示帝國的真正中心並非羅馬，而是皇帝所在之處（「…帝國的首都似乎就在那裡，兩位皇帝在那裡會面」），那麼這只不過是呼應了歷史學家赫罗狄安在三世紀初的論述：「羅馬是皇帝所在之處」。在會議期間，有關政治和戰爭的決定很可能是秘密做出的。兩位皇帝直到303年才再次會面。

## 四帝共治

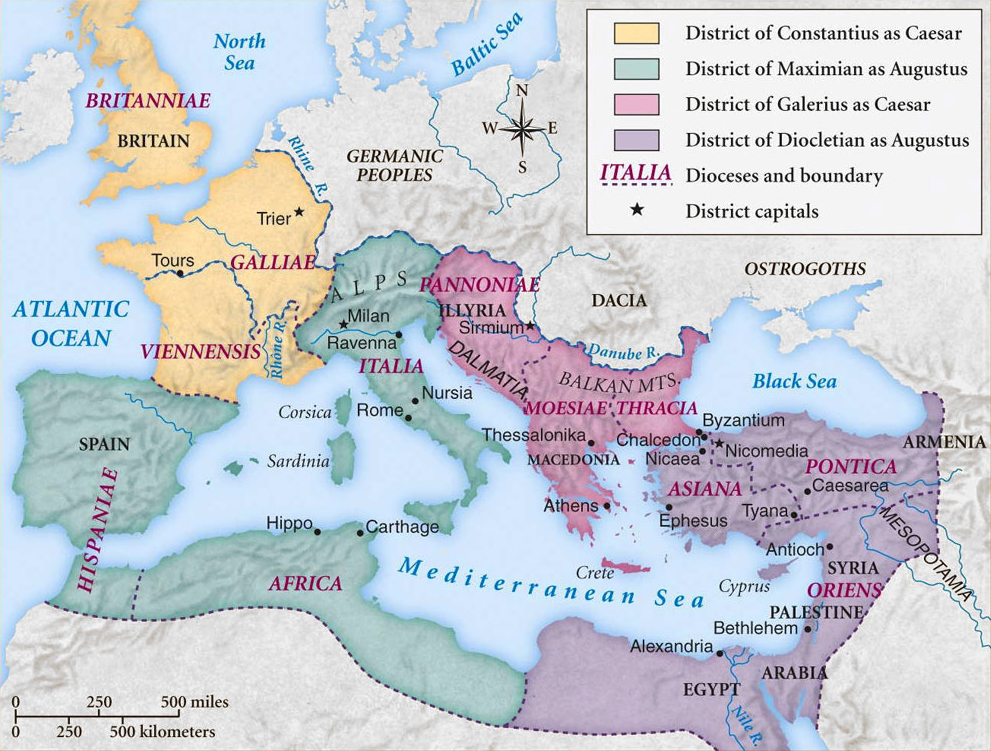
四帝共治地圖

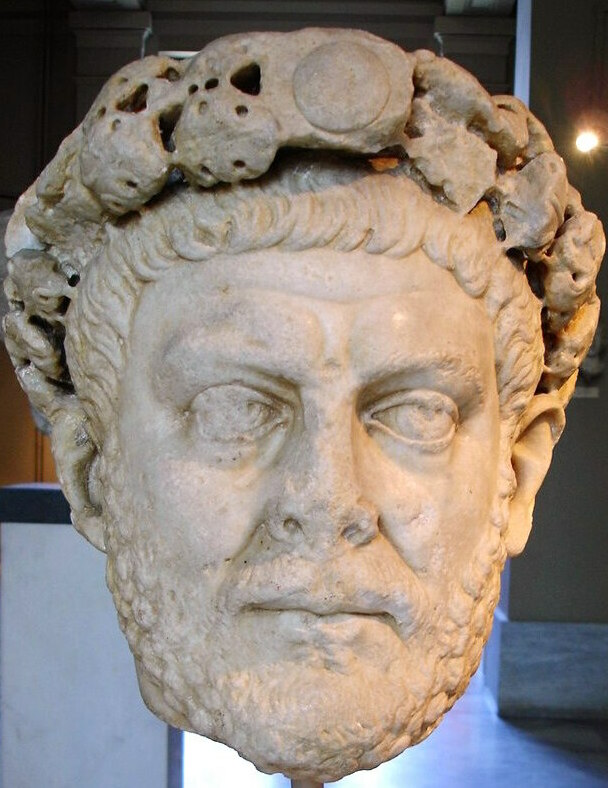
頭戴槲葉環皇冠的戴克里先頭像

回國後不久，在293年之前，戴克里先將對抗卡劳修斯的戰爭指揮權從馬克西米安移交給了君士坦提烏斯一世，後者於296年成功結束了這場戰爭。君士坦提烏斯曾任達爾馬提亞行省總督，其軍事經驗可追溯至奧勒良擊敗割據政權帕米拉帝國女皇芝諾比婭（272-273年）的戰役。他是馬克西米安在高盧的禁衛軍長官，也是馬克西米安女兒狄奧多拉的丈夫。293年3月1日，馬克西米安在梅蒂奧拉努授予君士坦提烏斯凱撒的頭銜。同一天，在菲利普波波利斯（保加利亞普羅夫迪夫）或色米姆，戴克里先也為伽列里烏斯做了同樣的任命，伽列里烏斯是戴克里先女兒瓦萊裡婭的丈夫，他可能也是戴克里先的禁衛軍長官。君士坦提烏斯被指派統治高盧行省和不列顛行省。伽列里烏斯最初被指派統治敘利亞巴勒斯坦行省、埃及行省以及東部邊境地區。
這種制度稱為四帝共治制，源自希臘語，意為「四人統治」。四帝在各自的領土上或多或少擁有主權，他們帶著自己的朝廷、行政官員、大臣和軍隊四處奔走。他們透過血緣和婚姻結為連理；戴克里先和馬克西米安現在以兄弟相稱，並正式收養伽列里烏斯和君士坦提烏斯為兒子。這些關係意味著一條繼承線。戴克里先和馬克西米安退休後，伽列里烏斯和君士坦提烏斯將成為奧古斯都（主皇帝）。馬克西米安的兒子馬克森提烏斯和君士坦提烏斯的兒子君士坦丁將成為凱撒（副皇帝）。為了準備他們未來的角色，君士坦丁和馬克森提烏斯被帶到了尼科米底亞的戴克里先宮廷。

## 鎮壓基督教

### 早期的迫害
與薩珊波斯帝國簽署尼西比斯和約後，主皇帝戴克里先和副皇帝伽列里烏斯返回安提阿。299年的某個時候，皇帝們參加了一場祭祀和占卜的儀式，試圖預測未來。占卜師無法解讀祭祀動物的內臟，並將責任歸咎於皇室內部的基督徒。皇帝下令所有宮廷成員舉行祭祀，以淨化宮殿。皇帝致函軍事指揮部，要求全軍執行所需的祭祀，否則將被開除。戴克里先在宗教問題上持保守態度，忠於傳統的羅馬萬神殿，並理解宗教淨化的要求，但該撒利亞的優西比烏、拉克坦提乌斯和君士坦丁都表示，迫害基督教的主要支持者是伽列里烏斯，而不是戴克里先。伽列里烏斯比戴克里先更虔誠和熱情，他認為這場迫害具有政治利益。他願意打破政府在這個議題上的不作為政策。
安提阿是戴克里先在299年至302年的主要居所，而伽列里烏斯則與他的奧古斯都互換了在中多瑙河和下多瑙河的位置。戴克里先在301-302年的冬天訪問了埃及一次，並在亞歷山大發放了糧食救濟金。在與摩尼教徒發生一些公開爭執後，戴克里先下令將摩尼教的主要追隨者連同他們的經文一起活活燒死。在302年3月31日從亞歷山大發出的一道敕令中，他宣布地位低下的摩尼教徒必須被處以刀劍，地位高的摩尼教徒則必須被送往普羅科尼索斯（現今土耳其馬爾馬拉島）的採石場或敘利亞巴勒斯坦行省南部的費諾礦場工作。所有摩尼教的財產將被沒收並送入帝國國庫。戴克里先發現摩尼教有許多令人反感的地方：它的新奇性、它的外來起源、它對羅馬道德的明顯腐蝕，以及它對長期宗教傳統的固有反對。他反對摩尼教的理由也適用於他的下一個目標－基督教。

### 大迫害

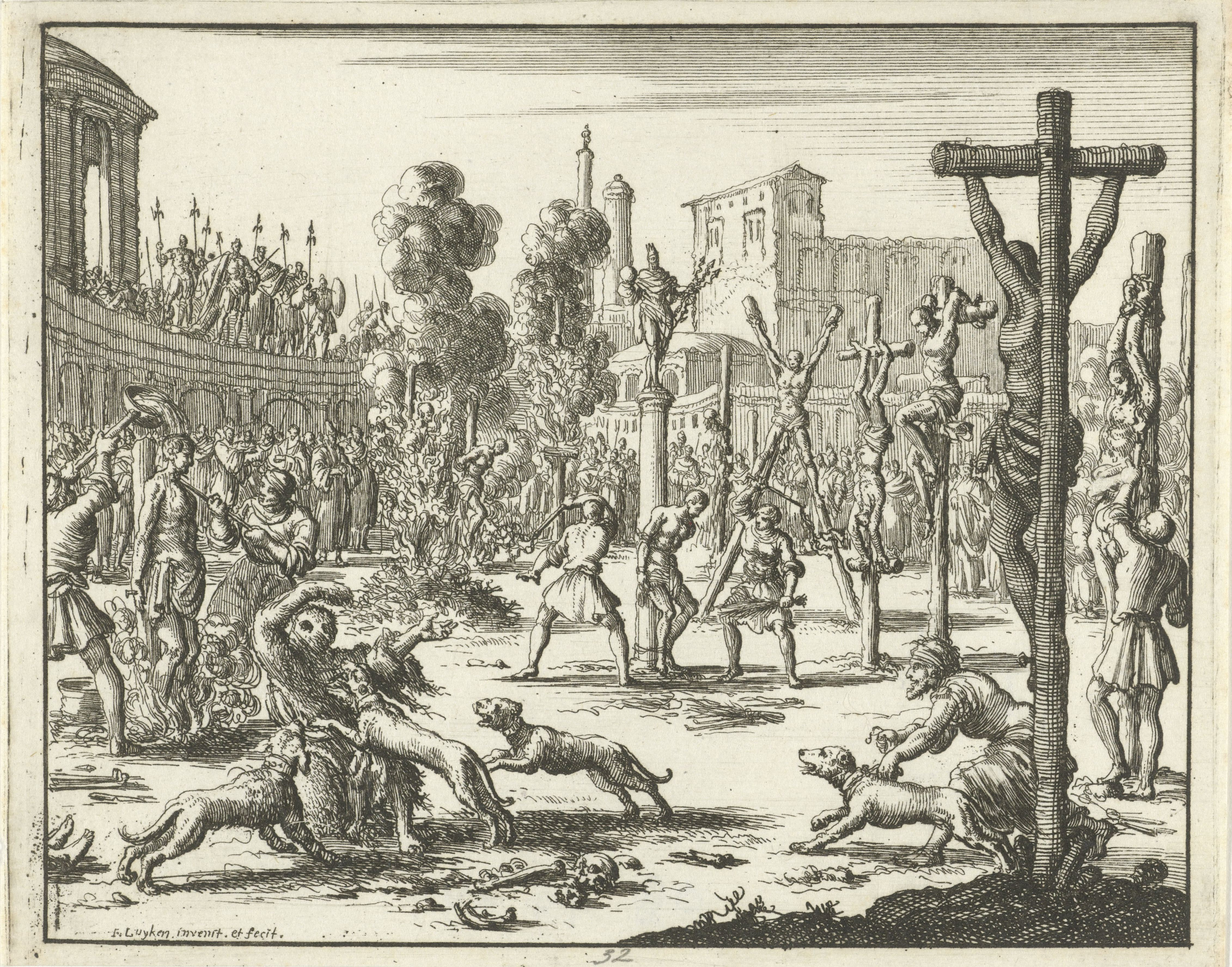
戴克里先迫害的1685年畫作

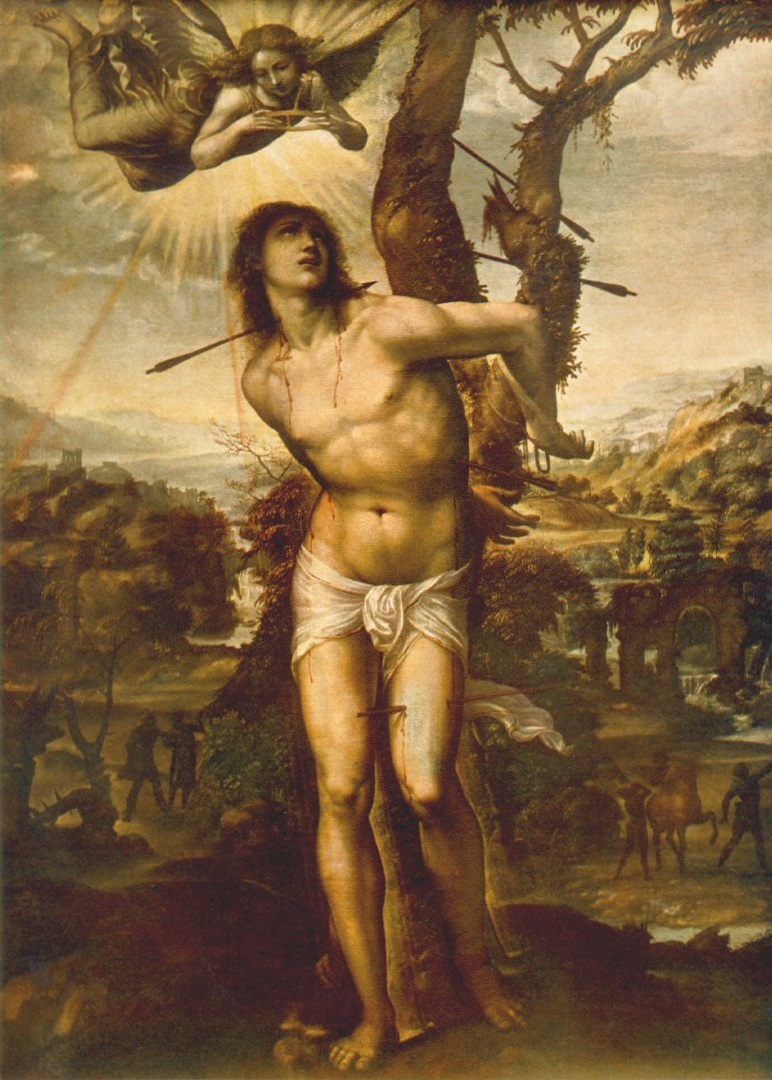
圣巴斯弟盎在迫害期間被綁在一根柱子或樹上用箭射殺，但並未致死。根據傳說，他被羅馬的艾琳救出並治癒。

戴克里先於302年秋返回安提阿。他下令割掉執事凱撒利亞的羅曼努斯的舌頭，因為他違抗法庭命令並擾亂官方祭祀。羅曼努斯隨後被關進監獄，並於303年11月17日被處死。冬天，戴克里先在伽列里烏斯的陪同下離開安提阿前往尼科米底亞。據拉克坦提乌斯所述，戴克里先和伽列里烏斯於302年在尼科米底亞過冬期間，兩人就帝國對基督徒的政策發生了爭論。戴克里先認為禁止基督徒參與官僚機構和軍隊就足以安撫眾神，但伽列里烏斯主張滅絕基督徒。兩人前往蒂迪瑪尋求太陽神阿波羅神諭。神諭回應說，地球上的不虔誠者妨礙了阿波羅提供建議的能力。該撒利亞的優西比烏以修辭手法記錄了神諭：「世上的義人…」戴克里先從宮廷成員處得知，這些不虔誠的人只能指帝國的基督徒。在宮廷的授意下，戴克里先同意了普遍迫害的要求。
303年2月23日，戴克里先下令將新建的尼可米底亞教堂夷為平地。他要求焚燒教堂的聖經，並將其珍貴的收藏品沒收，充公國庫。第二天，戴克里先頒布了他的第一道「反基督徒敕令」。該敕令下令摧毀帝國各地的基督教經文和禮拜場所，並禁止基督徒集會禮拜。2月底前，一場大火燒毀了皇宮的一部分。伽列里烏斯說服戴克里先，罪犯是基督徒，是與宮廷太監合謀的陰謀家。調查已展開，但未找到任何責任方。最後還是處決了他們，宮廷太監多羅修斯和戈爾戈尼烏斯被處死。彼得·庫比庫拉里烏斯被剝光衣服，被施行鞭刑。他的傷口被澆上鹽和醋，然後被放在明火上慢慢煮熟。處決至少持續到303年4月24日，包括主教安提穆斯在內的六人被斬首，還有聖路濟亞、聖佐治等聖人被其他方式殺死。第一次火災發生16天后，又發生了第二次火災。伽列里烏斯離開尼科米底亞前往羅馬，宣稱尼科米底亞不安全。戴克里先也很快跟著離開。

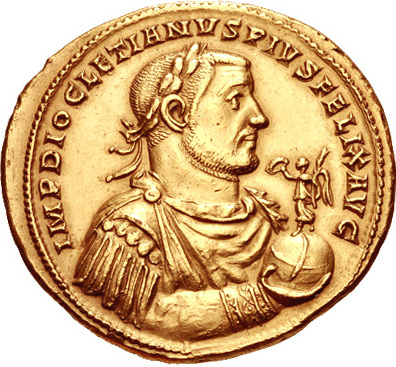
刻有戴克里先的金幣，約303年

儘管隨後又頒布了進一步的迫害敕令，強制逮捕基督教神職人員並進行普遍的獻祭活動，但這些法令最終未能成功；大多數基督徒逃脫了懲罰，異教徒也普遍對迫害表示同情。殉道者的苦難更加堅定了基督教同胞的決心。西部副皇帝君士坦提烏斯一世和西部主皇帝馬克西米安沒有執行後來的法令，也沒有傷害西方的基督徒。已成為東部主皇帝伽列里烏斯於311年撤銷了這項法令，宣布迫害未能使基督徒回歸傳統古羅馬宗教。迫害期間，一些基督徒的暫時叛教和交出經文，在隨後的多納圖斯派爭議中發揮了重要作用。在迫害開始後的25年內，首位基督教羅馬皇帝君士坦丁大帝獨自統治了帝國。他撤銷所有迫害敕令，並將所有被沒收的財產歸還給基督徒。在君士坦丁的統治下，基督教成為帝國的首選宗教。戴克里先被他的基督教繼承者妖魔化：拉克坦提烏斯暗示戴克里先的崛起預示著世界末日的到來。

## 遜位

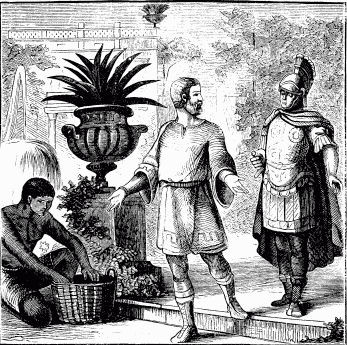
退休的戴克里先

戴克里先於303年初冬入羅馬城。11月20日，他與馬克西米安慶祝其在位二十週年（vicennalia）、四帝共治十週年（decennalia），以及對波斯戰爭的勝利。戴克里先很快就對這座城市失去了耐心，因為羅馬城居民對他的舉動，正如爱德华·吉本效仿拉克坦提烏斯所言，是“放蕩的親暱”。羅馬人民對他的最高權威缺乏足夠的尊重；他們期望他表現得像一位貴族統治者，而不是君主。303年12月20日，戴克里先縮短了在羅馬的逗留時間，前往北方。他甚至沒有舉行授予其第九任執政官的儀式，而是在304年1月1日在拉文納舉行了儀式。《拉丁頌歌》和拉克坦提烏斯的記載都表明，戴克里先為他和馬克西米安未來在羅馬的退位做好了計劃。根據這些記載，馬克西米安在朱庇特神廟舉行的儀式上宣誓遵守戴克里先的計劃。 
戴克里先從拉文納出發前往多瑙河。在那裡，他可能在伽列里烏斯的陪同下，參加了對卡爾皮人的戰役。他在徵戰期間患了小病，但病情迅速惡化，於是他選擇乘坐轎子出行。夏末，他前往尼科米底亞。304年11月20日，他公開露面，為他宮殿旁的競技場開幕式致詞。儀式結束後不久，他就病倒了。在304年至305年的冬天，他一直待在宮殿裡。城中謠傳戴克里先的死訊被保密，直到伽列里烏斯掌權。12月13日，有人錯誤地宣布戴克里先自殺。全城陷入哀悼，直到公眾宣布戴克里先仍然活著後才恢復過來。305年3月1日，戴克里先再次出現在公眾面前時，他已經憔悴不堪，幾乎無法辨認。
伽列里烏斯於3月下旬抵達城中。據拉克坦提烏斯所說，他帶著重建四帝共治、迫使戴克里先下台、並讓順從他意願的人入主皇位的計劃而來。透過脅迫和威脅，他最終說服戴克里先遵從了他的計畫。拉克坦提烏斯還聲稱，他在色米姆對馬克西米安也做了同樣的事情。學者們對拉克坦提烏斯的記載表示懷疑，因為他對伽列里烏斯懷有強烈的偏見，並可能試圖將他妖魔化。305年5月1日，戴克里先召集了他的將軍、傳統的伴生部隊以及來自遠方軍團的代表。他們在距離尼科米底亞5公里（3.1英里）的同一座山丘上會面，戴克里先正是在那裡被宣佈為皇帝。在他的守護神朱庇特的雕像前，戴克里先向眾人發表演說。他眼含熱淚，向他們訴說著自己的軟弱、需要休息、想要辭職的意願。他宣稱自己需要將帝國的重任移交給更強大的人。因此，他成為第一位（也可以說是唯一一位）自願退位的皇帝。
大多數人認為，西部凱撒君士坦提烏斯一世之子君士坦丁和西部奧古斯都馬克西米安之子馬克森提烏斯，這兩個在位皇帝僅有的成年兒子，長期以來一直在為繼承父業做準備，將被授予凱撒的頭銜。君士坦丁曾在戴克里先的左右巡遊敘利亞巴勒斯坦，並於303年和305年出現在尼科米底亞的宮殿。馬克森提烏斯很可能也受到了同樣的待遇。 根據拉克坦提烏斯的記載，當戴克里先宣布他要辭職時，全體民眾都望向君士坦丁。但事與願違：塞維魯二世和馬克西米努斯·戴亞被宣佈為凱撒。馬克西米努斯出現並接過了戴克里先的皇袍。同一天，塞維魯在梅蒂奧拉努從馬克西米安手中接過了皇袍。君士坦提烏斯繼任馬克西米安成為西部奧古斯都，但君士坦丁和馬克森提烏斯在權力交接過程中完全被忽視。這對四帝共治制未來的安全而言並非好兆頭。

### 駕崩
戴克里先退居故鄉達爾馬提亞。他搬進了宏偉的戴克里先宮，這座防禦工事嚴密的建築群位於亞得里亞海沿岸小鎮斯帕拉圖姆附近，靠近省級行政中心薩羅納。座宮殿的大部分保存至今，構成了今克羅埃西亞斯普利特的歷史核心，並於1979年被聯合國教科文組織列為世界遺產。 
他的同僚馬克西米安退居坎帕尼亞或盧卡尼亞的別墅。他們的家遠離政治生活，但戴克里先和馬克西米安關係密切，彼此之間保持著定期聯繫。 伽列里烏斯於308年擔任執政官，與戴克里先共事。308年秋，伽列里烏斯再次在卡農圖姆（現為奧地利彼得罗内尔-卡农图姆）與戴克里先會談。308年11月11日，戴克里先和馬克西米安都在場，見證了伽列里烏斯任命李錫尼為奧古斯都，取代死於馬克森提烏斯之手的塞維魯。他下令馬克西米安永久下台遠離政治，因為馬克西米安曾試圖在退休後重返權力中心。在卡農圖姆，人們懇求戴克里先重返皇位，以解決君士坦丁掌權和馬克森提烏斯篡位所引發的內戰。 戴克里先回答：「即使你們能把我親手種下的捲心菜拿給你們的皇帝看，他也絕對不敢建議我用永不滿足的貪婪之風來取代此地的和平與幸福。」
戴克里先又活了四年，終日在宮廷花園中度過。他目睹了他親手建立的四帝共治體制崩潰及其繼任者陷入內戰。他聽說了馬克西米安第三次覬覦皇位、被君士坦丁打敗後被迫自殺以及被「記錄抹煞」的傳聞。在他自己的宮殿裡，他前任同伴皇帝的雕像和肖像被推倒毀壞。戴克里先在病痛折磨下，於311年（或312年）12月3日去世，有人認為他是絕望中自殺的。

## 改革

### 經濟改革
戴克里先亦進行了經濟改革。在301年，戴克里先嘗試制止第三世紀的通漲情況惡化，並創立限制最高價格法。這個限制價格於固定位置的方法適用於過千種貨品與工資，並對違例的商人處以死刑。然而其無法制止通漲惡化，最終被人們忽略，但其是一份瞭解古羅馬經濟的重要文件。

### 軍事改革
戴克里先將軍隊由四十萬人增至超過四十五萬人並將其分為兩個主要部份：邊防軍與作為後備的野戰軍。大約三分之二的軍隊為邊防軍。而其他為野戰軍，由奧古斯都與凱撒在其領土裡直接控制。因為其與權力核心更為接近，其發動政變的可能性更大，所以野戰軍的待遇較邊防軍為高。這使得邊防軍產生怨恨，並使帝國在其後陷入危機。
根據過往的經驗與機動騎兵營的系統使戴克里先裁減野戰軍的軍團組成人數至每軍團一千人，使軍隊可以確保戰略與戰術的彈性而不用派遣分隊作戰。而邊防軍的軍團則維持完整強度（四千至六千人）。兩軍的輔助部隊每隊人數相同，為每隊一千人。在戴克里先時，禁衛軍隊長的權力被大幅削弱。取而代之的是每個奧古斯都與凱撒各自擁有兩個軍隊統帥：士兵統帥與騎兵統帥。這並非只是將軍隊統帥的軍事承擔分散，而且是減少其發動政變的可能，但這亦使騎兵在羅馬軍隊裡的重要性大為提升。
很多由戴克里先開始的軍事改革被其繼承者繼續推行，並於君士坦丁一世時大致完成。君士坦丁一世廢除了禁衛軍制度，以較細、較易控制的四千人皇帝衛隊取代。

## 影響

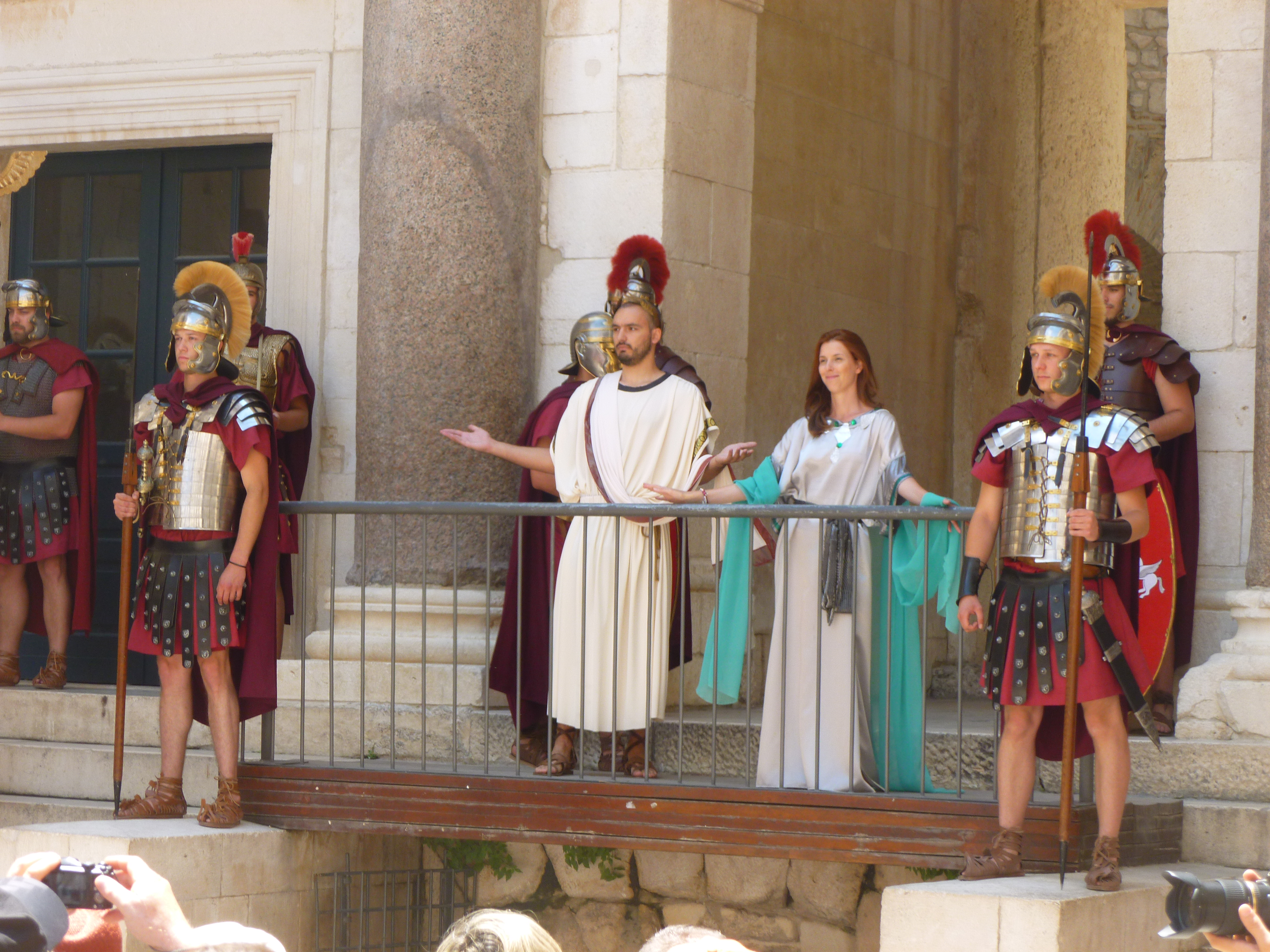
戴克里先皇帝與普里斯卡玛皇后扮演者（2015年戴克里先宮）

戴克里先的改革在某些特定領域，如對軍事，民政與羅馬官僚系統的改革十分強而有力，並使羅馬帝國的生命延長一個世紀。
其創立的四帝共治制卻為日後內戰埋下伏線，並且在其死前已出現。四帝共治制只有在其直接管轄時才有效，當其放棄帝位與權力回到亞得里亞海海濱的田園裡種菜時，四帝共治制很快便由內部崩潰，而一個新的，強大的統治者最終獲得勝利。其將帝國一分為二的政策，最終使帝國永久分裂，而東部帝國後來演變為拜占庭帝國。西部帝國只持續多約兩個世紀，而拜占廷帝國，部份經由戴克里先的親自改革而來，則持續了另一個千年。
對基督徒與被其認為具有危害的宗教的逼害，卻使被逼害者更為聞名並影響更多民眾。其開創的神權統治使君士坦丁大帝與基督教在日後興起。雖然宗教迫害對基督徒而言是汙點，但事實上其統治時期為羅馬歷史的轉折點。
戴克里先為羅馬帝國去掉了過多的羅馬共和國殘餘，而最後則如古羅馬政治家辛辛納圖斯一樣，退隱田園。

## 延伸閱讀
- Roger Rees, Diocletian and the Tetrarchy, Edinburgh University Press, 2004. ISBN 0-7486-1661-6
- Pat Southern, The Roman Empire from Severus to Constantine, Routledge, 2001. ISBN 0-415-23944-3
- Adams, Charles, "Diocletian’s New Order" being Chapter 11 (pp. 111–118) of For Good and Evil: The Impact of Taxes on the Course of Civilization, Second Edition, Madison Books, 1999, ISBN 1-56833-123-1

## 外部連結
- 戴克里先 （页面存档备份，存于） 南卡羅來納大學的學者Ralph W. Mathisen著。
- 戴克里先 （页面存档备份，存于） 天主教百科全書網站。
- 12 拜占庭統治者 （页面存档备份，存于），歷史學家Lars Brownworth的關於戴克里先的十五分鐘講課。
- 斯普利特的戴克里先宮殿 （页面存档备份，存于）
- 在達爾馬提亞的戴克里先宮殿遺蹟，亞當·羅拔圖著 威斯康辛大學的數碼收集中心藏。
- 戴克里先 影响世界的一百人（第六十二位）